# Комплекс невменяемости
«Ко́мплекс невменя́емости» — короткометражный абсурдистский фильм, снятый Сергеем Дебижевым при участии Сергея Курёхина. Фильм снят на Санкт-Петербургской студии документальных фильмов (до 1991 года — ЛСДФ) совместно с продюсерским центром «Два капитана». Картина состоит из четырёх частей: «Раковина Генделя», «Сосуд Шварца», «Дух Нобеля», «Мускус и миндаль». 

## История создания
«Комплекс невменяемости» стал одним из индикаторов и завершающей точкой длинного пути, постепенного размывания границы между документальным (псевдодокументальным) и игровым кино. Самыми яркими представителями этой линии были работы А. Сокурова 1970—1980-х годов на ЛСДФ и немного более поздние работы С. Дебижева. По существу документальное кино в начале 1990-х годов и сама студия практически прекратила своё существование:

Конечно, пришли молодые, но не прижились. Авангардисты и некрореалисты, полуигровики, эстеты… Они снимали, в принципе, игровые картины. «Шагреневая кость», «Комплекс невменяемости»… Сокуров, как блуждающий огонь, как Гаммельнский крысолов, увёл детей из города…
— Анна Ганшина, Упавший лист.
Кроме оригинальных кадров в фильме использована хроника 1950—1960-х годов. В частности была использована кинохроника опытов по индуцированию атеросклероза у кроликов, проводимых профессором Николаем Аничковым. В фильме «Комплекс невменяемости» Аничков фигурировал в роли румынского академика Петровича.

## Художественные особенности
Сюжет фильма представляет собой псевдодокументальный рассказ об опытах профессора Гендельбаха с бромом и другими элементами. Сопроводительный текст носит подчёркнуто абсурдный смысл: «молекулы мяса», «яма, наполненная бромом, может хлорироваться только четырьмя молекулами углерода», «пусть атом полежит здесь пока», «Майкельсон, лучший друг Лобачевского» и т. п.
В первой части описываются опыты академика Петровича по хромированию собак. Во второй части показана лекция Гендельбаха на тему «поведение брома при атаке его молекулами хрома». Третья часть посвящена церемонии вручения профессору Гендельбаху «Нобелевской премии мира по химии» и негативной реакции на это в американских научных кругах. Четвёртая часть фильма полностью занята монологом Курёхина о микрофазии.
В течение всего фильма видеоряд периодически прерывается изображением счётчика в виде белых цифр на чёрном фоне. Число на счётчике увеличивается и в финальных кадрах достигает значения 1992, после чего за цифрами появляется буква «г.» и начинаются финальные титры.
В роли профессора Гендельбаха снялся Сергей Курёхин.